# Sven Nykvist
Sven Vilhem Nykvist (pseudonymy Sven Nykvist a „malíř světla“, 3. prosince 1922, Moheda, Alvesta – 20. září 2006, Stockholm) byl švédský filmový umělec, věnoval se především práci kameramana, později režii a okrajově herectví. Sven Nykvist patřil mezi dlouhodobé spolupracovníky Ingmara Bergmana a rovněž byl kameramanem v Tarkovského Oběti (viz Bergmanovský herec). Sven Nykvist při výběru filmové práce preferoval existenciální a psychologická témata.

## Biografie
Sven Nykvist se narodil v Mohedě do silně religiózního prostředí a zemřel ve Stockholmu. Práci kameramana se věnoval od počátku čtyřicátých let a od počátku padesátých let spolupracoval s Bergmanem. Od padesátých do devadesátých let se věnoval své vlastní režii a okrajově i herectví.

## Dílo

### Kamera
Sven Nykvist byl hlavním kameramanem ve více než dvaceti Bergmanových filmech (například Pramen panny, Mlčení, Hosté Večeře Páně, celá Ostrovní trilogie, Hadí vejce, Ze života loutek, Šepoty a výkřiky, Fanny a Alexandr) a v žánrově blízké Tarkovského Oběti. Rozsáhle spolupracoval i s jinými režiséry, například s Conradem Rooksem na Siddhartovi natočeném podle stejnojmenné Hessovy novely.

### Další umělecká činnost
Nykvist režíroval pět filmů, z nichž nejznámější je Býk (švédsky Oxen). Nykvist hrál zřídkavě v několika vedlejších rolích (například v Bergmanově Kouzelné flétně).